# Escut de les Bahames
L'escut de les Bahames va ser aprovat el 7 de desembre de 1971, durant el període de l'administració britànica, i concedit per la reina Elisabet II; és obra de l'artista local Hervis L. Bain.
En camper d'argent, s'hi representa una nau damunt ones d'atzur i argent. El vaixell en qüestió és la Santa María de Cristòfor Colom, que va descobrir les Bahames en el seu primer viatge; de fet, l'illa de Guanahani fou el primer territori del Nou Món que va trepitjar el navegant. El cap, d'atzur, va carregat amb un sol ixent d'or, símbol del clima càlid pel qual són conegudes les illes i també una al·lusió al futur brillant del país.
Té com a suports els dos animals nacionals: un marlí a la destra i un flamenc a la sinistra, damunt una terrassa amb el lema nacional en anglès: FORWARD, UPWARD, ONWARD TOGETHER ('Endavant, amunt, enllà, tots plegats'). El marlí descansa sobre un mar d'ones i el flamenc sobre terra, com a representació de la geografia de les illes.
Com a cimera, un casc amb llambrequí d'or i d'atzur, somat d'un borlet dels mateixos colors on descansa una petxina rosa per damunt d'unes fulles de palma, senyals al·lusius a la fauna marina i la vegetació típiques de l'arxipèlag.